# 2 X2
Albums de Pierre Lapointe
La forêt des mal-aimés
(26 mars 2006) En concert dans la forêt des mal-aimés
(27 novembre 2007)
2 X2 est un album du chanteur québécois Pierre Lapointe, sorti en 2007. 
Le titre 2 X2 se lit deux par deux. L'album est d'une durée d'environ 24 minutes et paraît en mars 2007 en édition limitée (Les Disques Audiogramme Inc.), regroupant des versions remixées des pièces du deuxième album de Pierre Lapointe, La Forêt des mal-aimés, et une chanson inédite (Le Maquis).
S'y retrouvent entre autres Kid Koala dans une pièce instrumentale, les rythmes francs de Ghislain Poirier avec Deux par deux rassemblés, que remixe aussi Jérôme Minière sur l'album, et plusieurs collaborations avec Jean-Philippe Goncalves, Jean Massicotte et Philippe Brault.
L'album est publié à 15 000 exemplaires.

## Livret
La couverture consiste en un carton amovible permettant de mettre, à la place de la tête de l'auteur, des animaux, un escargot ou une fleur.
Le livret mentionne la collaboration de deux des musiciens réguliers de Pierre Lapointe : Philippe B et Philippe Brault. Philippe B, qui est l'auteur de la pièce  inédite Le Maquis, est aussi le guitariste de Pierre Lapointe. Philippe Brault a été coarrangeur du disque La Forêt des Mal-Aimés avec Jean Massicotte, arrangements pour lesquels ils ont remporté un Félix en 2006, arrangeur et directeur musical du spectacle La Forêt des Mal-Aimés et signe ici, toujours avec Jean Massicotte, le remix de Au nom des cieux galvanisés.[réf. souhaitée]

## Liste des titres
Toutes les chansons sont écrites et composées par Pierre Lapointe (sauf pour Le Maquis : paroles de Philippe B)..
| No | Titre                       | Remix                              | Durée |
| -- | --------------------------- | ---------------------------------- | ----- |
| 1. | Dans la forêt des mal-aimés | Jean-Philippe Goncalves            |       |
| 2. | Deux par deux rassemblés    | Jérôme Minière                     |       |
| 3. | Le maquis                   | Jean Massicotte et Philippe Brault |       |
| 4. | Au nom des cieux galvanisés | Jean Massicotte et Philippe Brault |       |
| 5. | 25-1-14-14 (instrumental)   | Kid Koala                          |       |
| 6. | Tous les visages            | Jean Massicotte                    |       |
| 7. | Deux par deux rassemblés    | Ghislain Poirier                   |       |